# Gianrico Carofiglio
Gianrico Carofiglio (ur. 30 maja 1961 w Bari) – włoski pisarz, polityk, prokurator, działacz antymafijny i antykorupcyjny z Bari.

## Życiorys
Często występował w procesach przeciwko zorganizowanej przestępczości, handlowi bronią i ludźmi. Piastował urząd senatora z ramienia Partii Demokratycznej (Partito Democratico).
Popularność przyniósł mu cykl kryminałów sądowych z adwokatem Guido Guerrierim w roli głównej. Debiutował powieścią z tego cyklu – Świadek mimo woli, którą opublikowano w 2002 (tłumaczenie na język angielski – 2005, na polski – 2008). Powieść została zaadaptowana na popularny serial telewizyjny we Włoszech.
Książki Carofigliego tłumaczone były m.in. na języki hiszpański, francuski, niderlandzki, japoński, portugalski (w Brazylii), polski i angielski (w USA).

## Publikacje
Powieści z Guido Guerrierim
- Świadek mimo woli (Testimone inconsapevole, 2002; wyd. polskie 2008),
- Z zamkniętymi oczami (Ad occhi chiusi, 2003; wyd. polskie 2009),
- Ponad wszelką wątpliwość (Ragionevoli dubbi, 2006; wyd. polskie 2010),
- Ulotna doskonałość (Le perfezioni provvisorie, 2010; wyd. polskie 2012),
- Zasada równowagi (La regola dell'equilibrio, 2014; wyd. polskie 2015).

Inne
- Il passato è una terra straniera (2004)
- Cacciatori nelle tenebre (2007) – powieść graficzna